# Piranthus
Piranthus is een geslacht van spinnen uit de familie springspinnen (Salticidae).

## Soorten
De volgende soorten zijn bij het geslacht ingedeeld:
- Piranthus casteti Simon, 1900
- Piranthus decorus Thorell, 1895